# Newman/Haas Racing

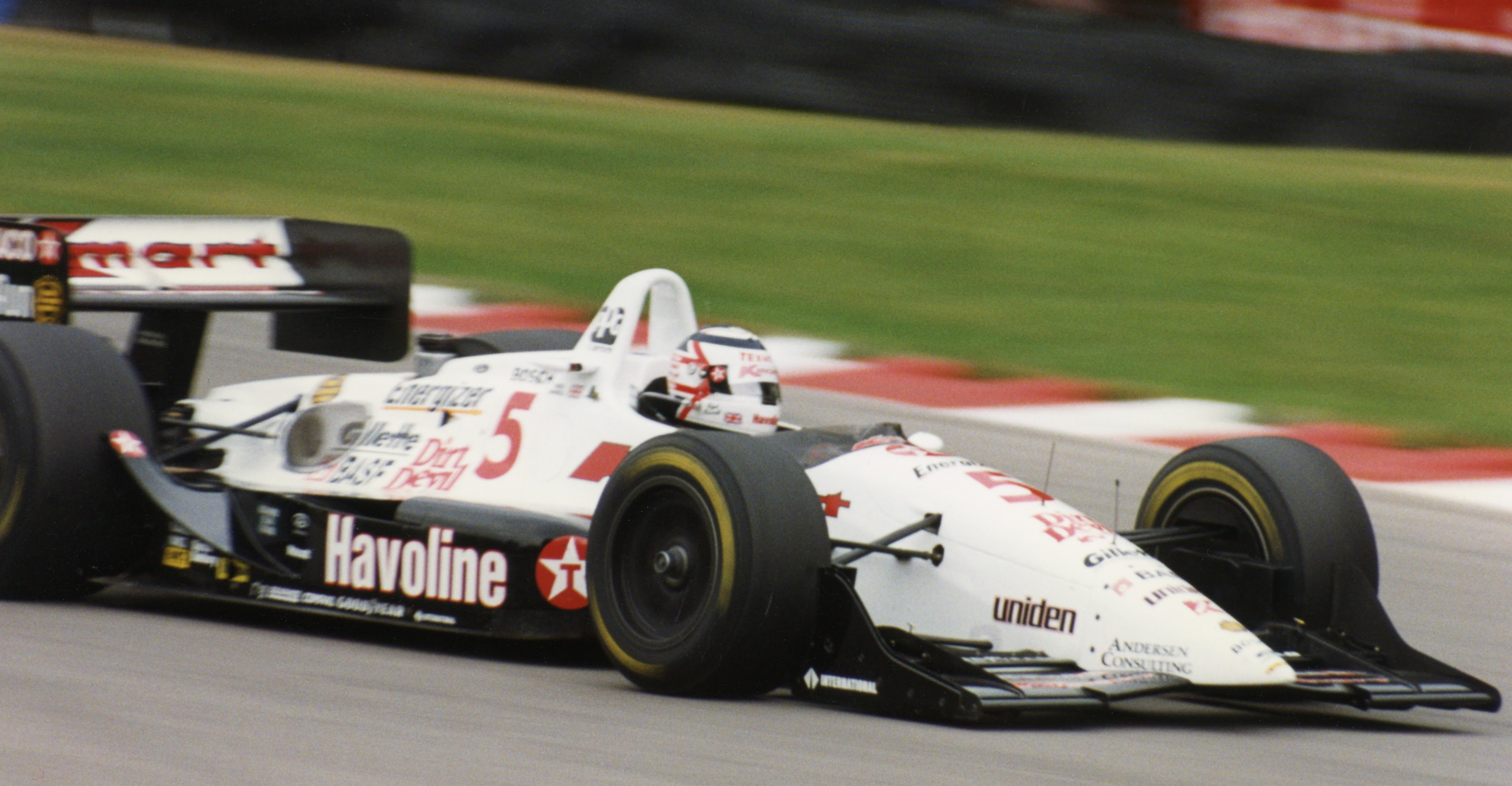
Nigel Mansell en la fecha de Mid-Ohio de 1993.

Newman/Haas Racing fue un equipo estadounidense de automovilismo con sede en Lincolnshire, estado de Illinois, Estados Unidos y fundado en el año 1982 por los expilotos Paul Newman y Carl Haas. Entre 2007 y 2010 tuvo un tercer propietario, Mike Lanigan, por lo cual el nombre oficial del equipo en ese período fue Newman/Haas/Lanigan Racing.
En su primer año, Newman/Haas participó de la CanAm. En 1983, ambos decidieron pasarse a la CART. Cuando esta categoría desapareció a principios de 2008, el equipo se unió a la IndyCar Series. Actualmente el equipo ya no compite en IndyCar Series por problemas económicos y de patrocinio, debido a que a finales de 2011, el equipo anunció que no competiría en la temporada 2012. El equipo logró ocho títulos de pilotos en la CART y logró 107 victorias.

## Historia

### La Primera Era:CART IndyCar World Series(1983-1994): Mario Andretti, Michael Andretti y Nigel Mansell
Newman/Haas empezó a competir en la CART en 1983 contando como piloto a Mario Andretti con un Lola-Cosworth. Obtuvo 2 victorias, 6 podios, un cuarto puesto y un quinto para quedar tercero en el campeonato. Al año siguiente, Mario cosechó 6 victorias y 2 segundos puestos, para consagrarse campeón de la CART en 1984. En 1985 no defendió el título con éxito, Andretti quedó quinto en el campeonato con tres victorias, un segundo puesto y un tercero. 

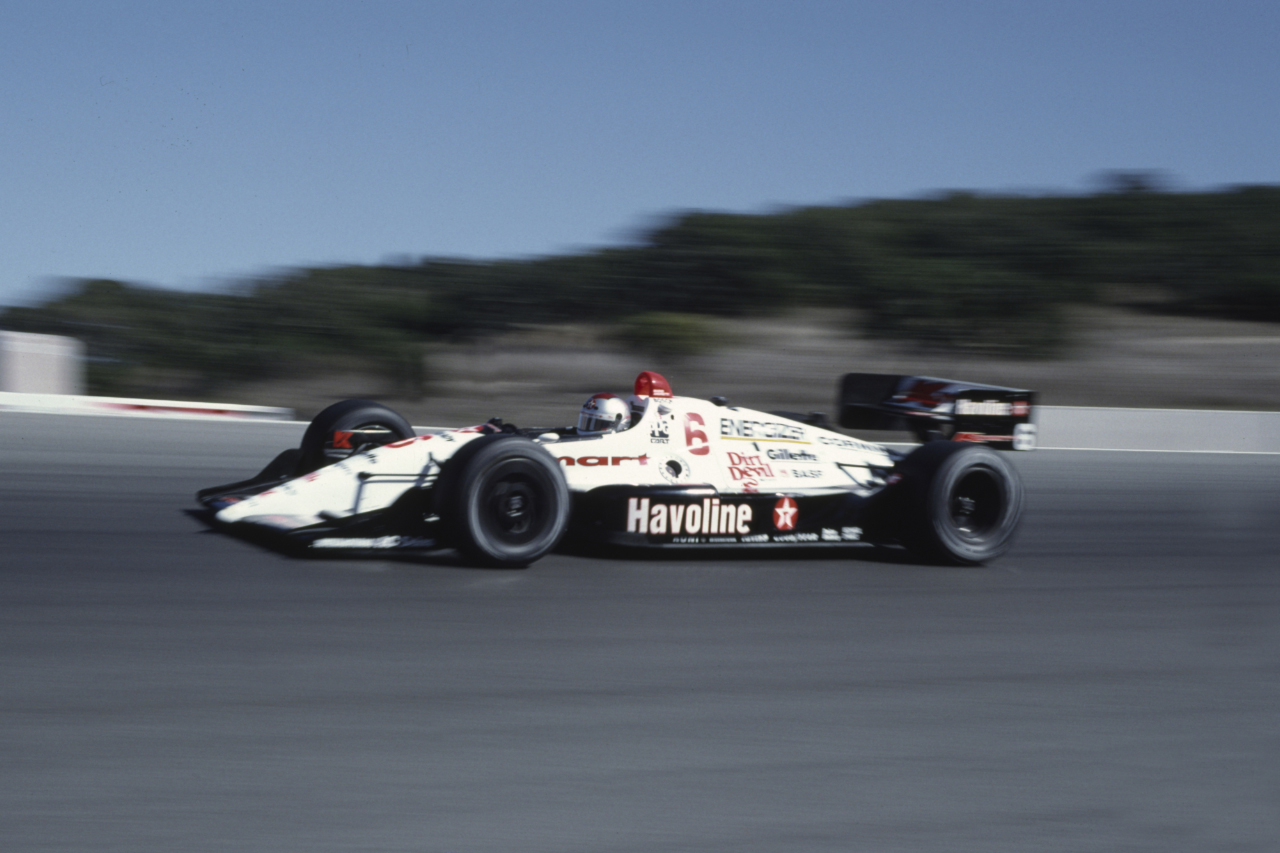
Mario Andretti en carrera de Laguna Seca.

El piloto logró dos triunfos, y arribando tercero en dos carreras, cuarto en dos, y quinto en dos en 1986, volviendo a finalizar quinto en el clasificador final. En 1987, Mario, ahora con un Lola-Chevrolet, obtuvo dos victorias, un segundo lugar, y un cuarto para terminar sexto en la tabla general. El piloto fue quinto en 1988 con dos victorias, y siete podios.

#### El Título de Michael Andretti (1991)
Al año siguiente, el equipo amplió su operación a dos autos, teniendo como pilotos titular a Mario Andretti y al hijo de este, Michael Andretti. Michael acumuló dos victorias, finalizó segundo en dos carreras y tercero en otras dos, de modo que culminó tercero en el campeonato. En tanto que Mario obtuvo dos segundos puestos, dos terceros, un cuarto y un quinto para culminar sexto en el campeonato. En 1990, Michael triunfó en cinco carreras y cosechó 11 top 5, pero no le alcanzó para salir campeón debido a que Al Unser Jr. tuvo un mejor rendimiento, de forma que se Michael tuvo que conformarse con el subcampeonato. Por otro lado, Mario logró cuatro podios, 4 cuartos puesto y dos quintos para séptimo en el campeonato. Al año siguiente, Michael lograría su único título en la categoría, al trunfar en 8 de las 18 fechas puntuables, y obtuvo tres podios más. En tanto que Mario, volvería a quedar séptimo el año siguiente, logrando 4 podios, un cuarto puesto, y dos quintos.
En 1992, el equipo pasó a tener motores Ford. Michael acumuló cinco victorias, tres segundos lugares y dos cuartos. Sin embargo, no pudo defender el título, ya que abandonó en cinco oportunidades, de forma que perdió campeonato a manos de Bobby Rahal, y finalizó subcampeón. Por otro lado, Mario llegó segundo en Laguna Seca, cuarto en Toronto, y quinto en otras cuatro carreras para quedar sexto en la tabla general.

#### El Campeón del Mundo de Fórmula 1 Nigel Mansell y sus títulos en dos campeonatos distintos
Con la ida de Michael a la Fórmula 1 en 1993, Newman/Haas contrató al recién campeón del mundo de Fórmula 1 de la temporada 1992 Nigel Mansell para reemplazarlo. Este último, acumuló cinco victorias y diez podios, para llevarse el título de pilotos, así como un sólido debut de un tercer puesto en las 500 millas de Indianápolis, este triunfo significó un logro nunca antes conseguido en la historia, obtener el mundial de Fórmula 1 y al siguiente año el título de la CART IndyCar World Series, el primero obtenido en 1992 y el otro en 1993, un hito histórico que ningún piloto haya logrado en la historia, a excepción del canadiense Jacques Villeneuve que obtuvo el título de la CART IndyCar World Series en 1995 y el campeonato de Fórmula 1 en 1997, pero no de forma consecutiva, y en los dos campeonatos respectivos. Por su parte, Mario volvió a ganar una carrera en Phoenix; y con un segundo puesto, un tercero, un cuarto y tres quinto finalizó sexto en el campeonato. No obstante, hasta ese momento, este equipo representó la mirada de todos los medios masivos debido a la formación de un equipo enteramente formado por dos excampeones mundiales de Fórmula 1, lo cual fue el puntapié para que la serie CART tomara altura y popularidad en aquel entonces.
Pero, la temporada 1994, y continuando la misma dupla Andretti/Mansell, el rendimiento de los autos de Newman/Haas se decayó. Mansell apenas logró tres podios y dos quintos, de forma que octavo en la tabla general; y Mario (en su última temporada en la CART), terminó 14.º en el campeonato, al conseguir un tercer puesto, un cuarto y un quinto.

#### El regreso de Michael Andretti y haciendo equipo con Fittipaldi (1995-2000)
Con la idas de Mario Andretti y Mansell, Newman/Haas contrató a Michael Andretti y Paul Tracy en 1995. Michael obtuvo una victoria en Toronto, dos segundos puestos, un tercero y tres cuartos, pero ocho abandonos hicieron que finalice cuarto en la tabla final. En tanto que Tracy, ganó en Surfers Paradise y Milwaukee y logró tres segundos puestos, pero ocho abandonos lo dejó relegado a la sexta posición final. Al año siguiente, el equipo fichó a Christian Fittipaldi para reemplazar a Tracy. Michael fue triunfador en Nazareth, Milwaukee, Detroit, Road America y Vancouver, y tercero en una, con lo cual resultó subcampeón de la categoría por quinta vez. Fittipaldi terminó quinto en el campeonato con tres podios.
En 1997, el equipo cambia sus autos a Swift-Ford. Michael terminó octavo en el campeonato, con una victoria en Homestead y cuatro segundos puestos y un cuarto, pero combinado con ocho retiros. Mientras que Fittipaldi, logró dos cuartos puestos y un sexto, pero se ausentó en seis fechas por una lesión, en dicho periodo lo sustituyó Roberto Moreno. El año siguiente, Michael logró otra victoria en Homestead y cuatro segundos puestos, finalizando séptimo en la tabla final. Christian obtuvo dos podios y un cuarto lugar, quedando relegado a la 14.ª colocación final.
Michael resultó cuarto en 1999, al lograr una victoria en Gateway, cuatro podios más, y dos cuartos lugares. Por otro lado, Fittipaldi obtuvo un triunfo en Road America, y cuatro terceros puestos, sin embargo combinado con una ausencia de cinco carreras, terminó séptimo en la tabla general. Moreno fue reemplazante de Fittipaldi en esas cinco fechas, y cosechó un segundo lugar en Laguna Seca.
Newman/Haas pasó a correr en la CART con un Lola-Ford en 2000, Michael venció en Motegi y Toronto y arribó segundo en tres ocasiones y cuarto en dos. Sin embargo, ocho retiros lo dejó en la octava colocación en el campeonato. Fittipaldi venció en Fontana y logró dos podios adicionales, de modo que finalizó 12.º en el campeonato

### La segunda era: CART y CART: Los últimos triunfos de Da Matta a Bourdais (2001-2007)

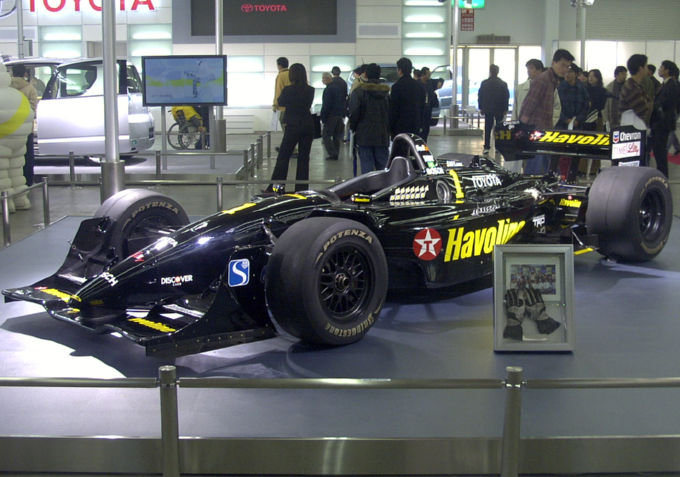
Exhibición del coche del brasileño Cristiano Da Matta con el que ganó la serie en 2002.

El equipo cambió los motores Ford por Toyota. Debido a que Michael Andretti fue a formar su propio equipo en conjunto con Team Green, el equipo decidió reemplazarlo con Cristiano da Matta. Este último, venció en tres ocasiones: Monterrey, Surfers Paradise y Fontana, y acumuló dos podios más, y un cuarto lugar, de forma que resultó quinto en el campeonato. Fittipaldi consiguió un tercer puesto, un cuarto, y dos segundo, finalizando en la 15.ª colocación final. Al año siguiente, da Matta se coronó campeón de la categoría, cosechando 7 victorias, y 11 podios. En su último año en la categoría, Fittipaldi obtuvo cinco podios, de modo que terminó quinto en la tabla final.

#### Los últimos triunfos:Sebastien Bourdais(2004-2007)

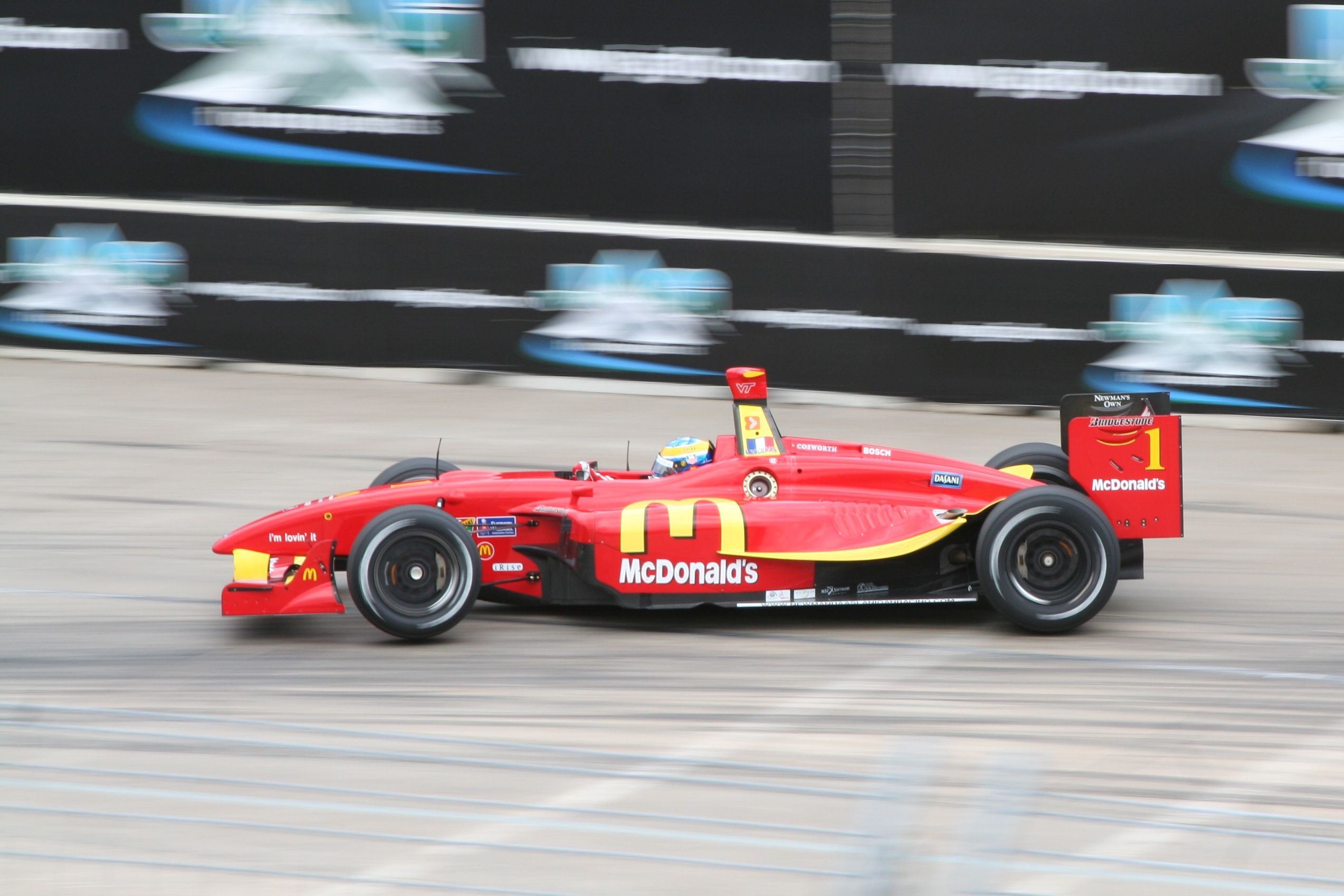
Sébastien Bourdais en el Gran Premio de Houston de 2007.

En 2003, Newman/Haas, ahora con Lola-Ford, contrató a Bruno Junqueira y a Sebastien Bourdais para reemplazar a da Matta y a Fittipaldi. En la renombrado CART, Junqueira acumuló dos victorias, y nueve podios, a la vez que Bourdais obtuvo tres victorias y siete podios, de modo que Junqueira y Bourdais finalizaron subcampeón y cuarto en el campeonato respectivamente, y Bourdais logró el título de Novato del Año. Bourdais se coronó campeón de la categoría en 2004, con siete victorias y 10 podios, mientras que Junqueira se tuvo que confomarse con el subcampeonato, al lograr dos triunfos, siete segundos lugares y un tercero.
Aparte de la participación en CART Champ Car, el equipo participó en las 500 Millas de Indianápolis de 2004, fecha válida de la IndyCar, contando como piloto a Junqueira en un G-Force Honda, finalizando quinto en la carrera.
La edición siguiente de la Indy 500, Newman/Haas volvió a participar con Bourdais y Junqueira con un Panoz-Honda. Bourdais terminó 12.º, mientras que Junqueira abandonó debido a un choque que le causó una fractura de vértebras. En tanto que la temporada 2005 de la Champ Car, Bourdais defendió con éxito el título, al vencer en seis ocasiones y un segundo puesto. En tanto que Junqueira logró en las dos primeras carreras de la temporada, un tercer puesto en Long Beach y una victoria en Monterrey. antes de lesionarse. En su lugar, lo reemplazó Oriol Servia por el resto de la temporada; logró una victoria en Montreal y seis podios adicionales, de modo que se consagró subcampeón.

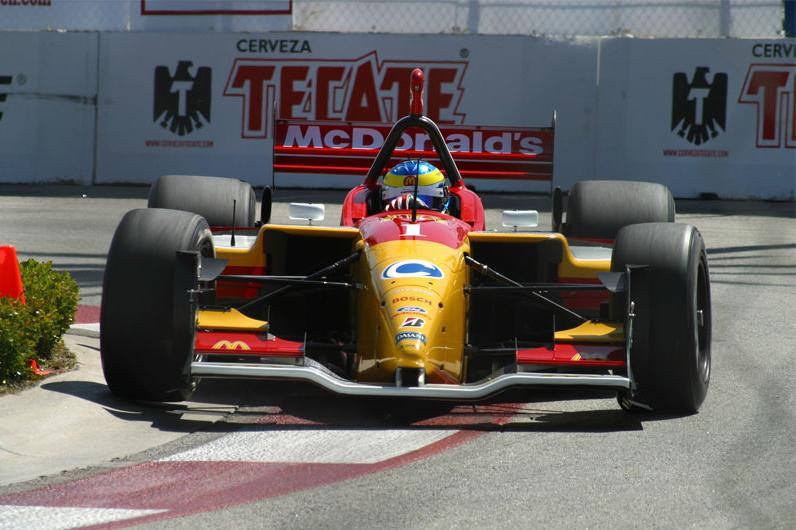
Sebastien Bourdais en el Gran Premio de Long Beach de 2005.

La temporada 2006 Bourdais logró su tercer título, al vencer en siete ocasiones, mientras que Junqueira finalizó quinto con dos podios. Ahora con un Panoz-Cosworth, Bourdais obtuvo su cuarto campeonato de la categoría en 2007, al triunfar en ocho fechas. Por otro lado, Graham Rahal (quién reemplazo a Junqueira) logró cuatro podios para concluir en la quinta colocación final.

### Tercera y última era: IndyCar Series (2008-2011): El declive
En 2008, la Champ Car entró en bancarrota y fue absorbida por la IndyCar Series, de modo que Newman/Haas decidió pasarse a esta última categoría. Como Bourdais se fue a competir en la Fórmula 1, Justin Wilson lo reemplazó. Este piloto, logró un triunfó en Detroit y un tercer puesto en Edmonton, aunque su rendimiento en óvalos no fue el mejor, de modo que culminó 11.º en el campeonato. Rahal ganó en su debut en la categoría en San Petersburgo, y se convirtió en el piloto más joven en lograr una victoria en una carrera de monoplazas estadounidenses de primer nivel, con 19 años y tres meses, superando así a Marco Andretti. En ese año también obtuvo dos octavos puestos y un noveno, que lo dejaron en la 17.ª posición en la tabla general.

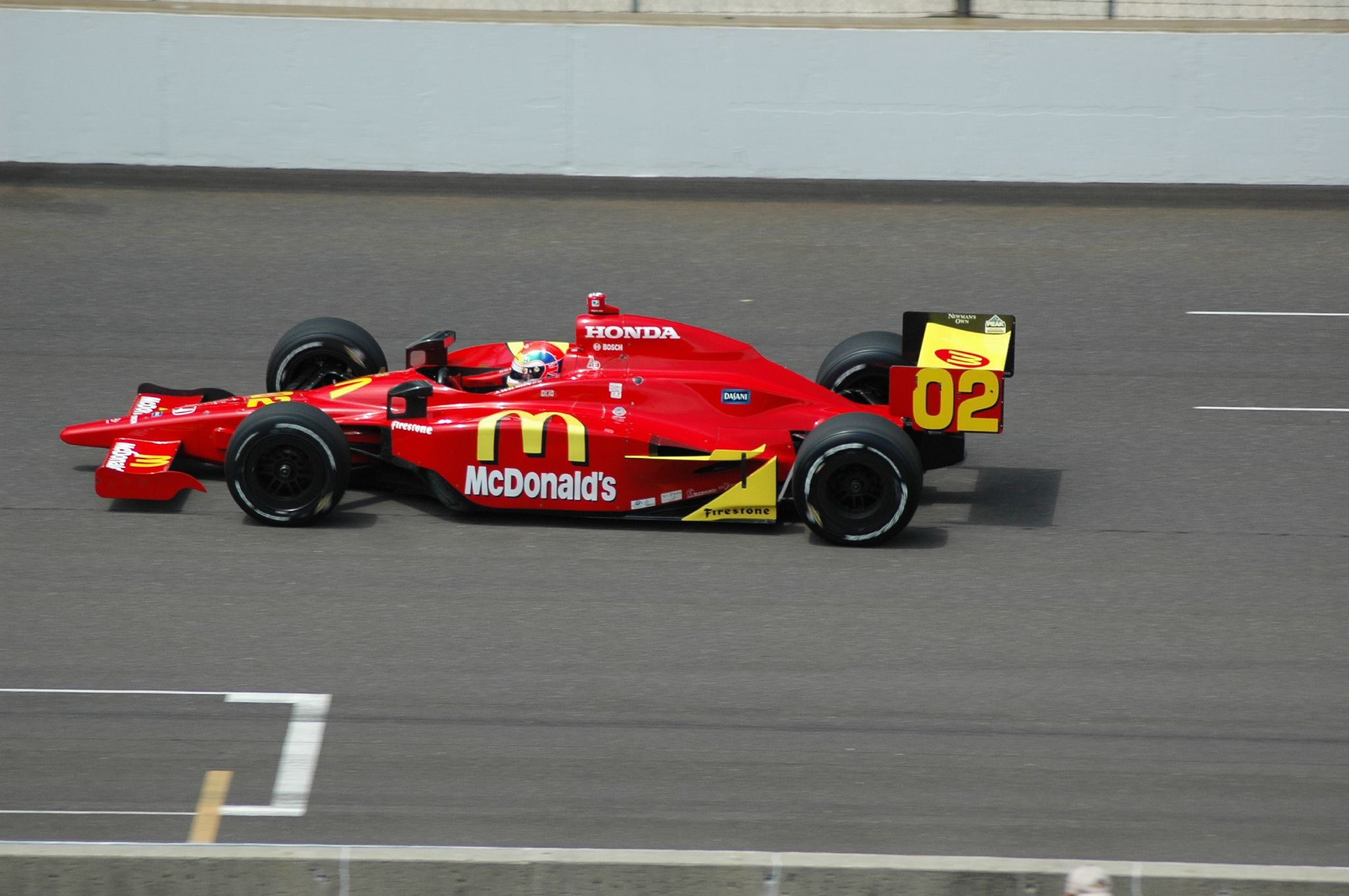
Justin Wilson en las prácticas para las 500 Millas de Indianápolis de 2008.

Al año siguiente, Rahal resultó séptimo en el campeonato, al cosechar dos terceros puestos, un cuarto y dos quintos. Robert Doornbos disputó las primeros 12 fechas para el equipo, en la cual logró cuatro novenos puestos como mejores resultados. Servia lo reemplazó en cuatro carreras, donde logró un cuarto lugar, y un sexto, en tanto que en la carrera final de la temporada el segundo auto lo condujo Alex Lloyd, donde acabó octavo. Hideki Mutoh fue contratado por el equipo en 2010, pero no logró ningún top 10, de modo que culminó 18.º en el campeonato. Por otro lado, Rahal corrió para el equipo, aunque en un programa parcial, el piloto obtuvo cinco top 10 en seis carreras disputadas.
Para la temporada 2011, el equipo contó con dos pilotos regulares: Servia y James Hinchcliffe. Servia sumó tres podios, tres quintos, tres sextos y ningún retiro, concluyendo cuarto en el campeonato. Por otra parte, Hinchcliffe, con tres cuartos puestos y 8 top 10, finalizó 12.º en el campeonato y se llevó el premio de Novato del Año.

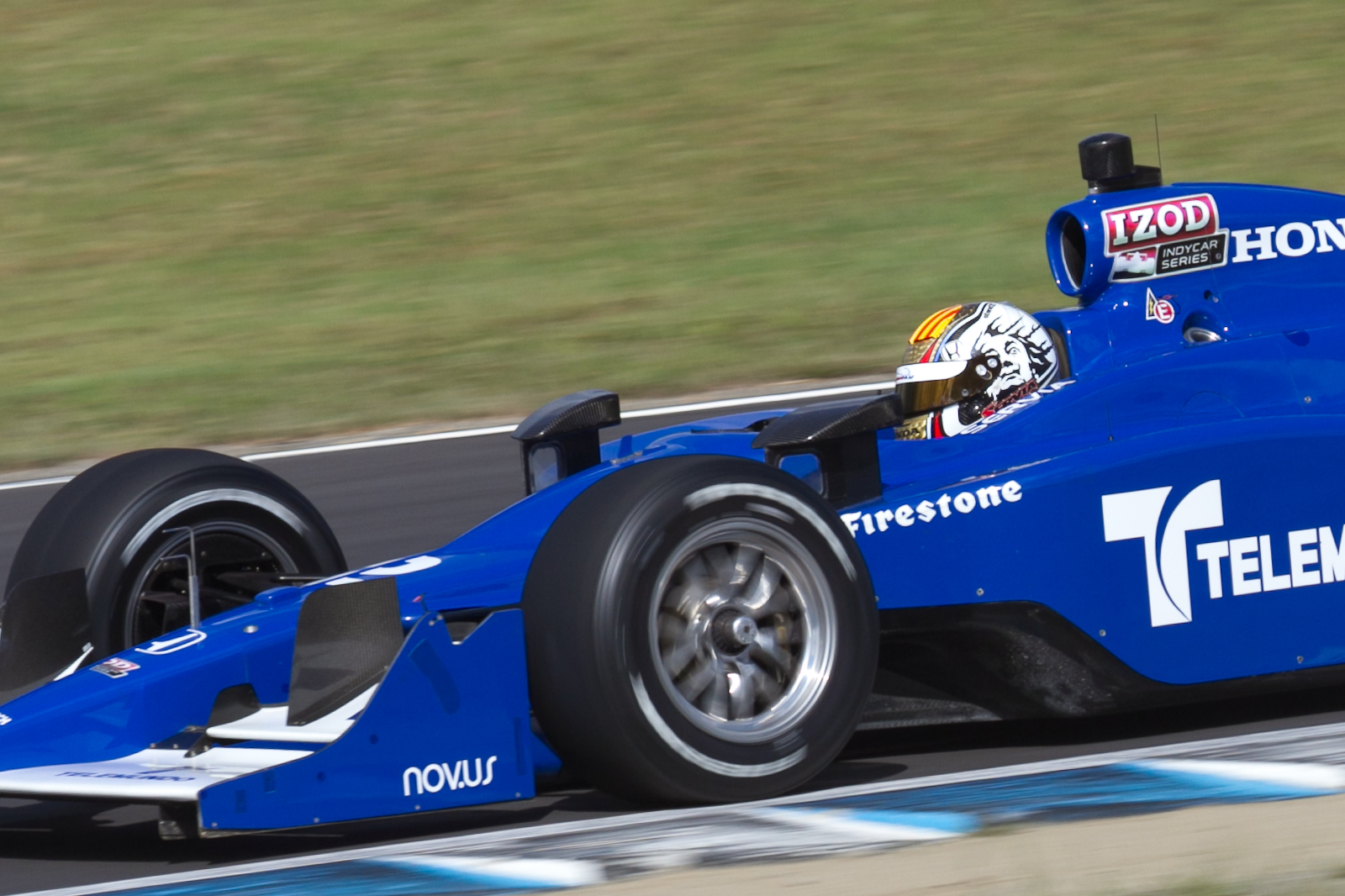
Oriol Serviá compitiendo en clasificaciones para la competencia de Motegi en el circuito de MotoGP de 2011.

## Pilotos de CART e IndyCar
- Alan Jones (1985)
- Mario Andretti (1983-1994; campeón en 1984)
- Michael Andretti (1989-1992, 1995-2000; campeón en 1991)
- Nigel Mansell (1993-1994; campeón en 1993)
- Teo Fabi (1992)
- Paul Tracy (1995)
- Christian Fittipaldi (1996-2002)
- Roberto Moreno (1997-1999)
- Cristiano da Matta (2001-2002; campeón en 2002)
- Bruno Junqueira (2003-2006)
- Sébastien Bourdais (2003-2007; campeón en 2004, 2005, 2006 y 2007)
- Oriol Servià (2005, 2009, 2011)
- Graham Rahal (2007-2009)
- Justin Wilson (2008)
- Robert Doornbos (2009)
- Hideki Mutoh (2010)
- James Hinchcliffe (2011)